# Élections sénatoriales de 2020 en Virginie-Occidentale
Les élections sénatoriales de 2020 en Virginie-Occidentale ont lieu le 3 novembre 2020 afin d'élire 17 des 34 membres du Sénat de l'État américain de Virginie-Occidentale.

## Système électoral
Le Sénat de Virginie-Occidentale est la chambre haute de son parlement bicaméral. Il est composé de 34 sièges pourvus pour quatre ans mais renouvelé par moitié tous les deux ans au scrutin uninominal majoritaire à un tour dans autant de circonscriptions que de sièges à pourvoir.

## Résultats
|               |                          |         |       |             |        |        |             |               |  |  |  |  |  |  |
| Partis        | Partis                   | Voix    | %     | Sièges      | Sièges | Sièges | Sièges      | Sièges        |  |  |  |  |  |  |
| Partis        | Partis                   | Voix    | %     | Total avant | En jeu | Élus   | Total après | +/-           |  |  |  |  |  |  |
|               | Parti républicain (R)    | 456 726 | 61,81 | 20          | 11     | 14     | 23          | 3             |  |  |  |  |  |  |
|               | Parti démocrate (D)      | 267 073 | 36,14 | 14          | 6      | 3      | 11          | 3             |  |  |  |  |  |  |
|               | Parti de la montagne (M) | 10 324  | 1,34  | 0           | 0      | 0      | 0           | en stagnation |  |  |  |  |  |  |
|               | Parti libertarien (L)    | 5 307   | 0,71  | 0           | 0      | 0      | 0           | en stagnation |  |  |  |  |  |  |
|               |                          |         |       |             |        |        |             |               |  |  |  |  |  |  |
| Total valides | Total valides            | 739 430 | 100   | 34          | 17     | 17     | 34          | en stagnation |  |  |  |  |  |  |